# Harleys in Hawaii
 (janvier 2021).
Si vous disposez d'ouvrages ou d'articles de référence ou si vous connaissez des sites web de qualité traitant du thème abordé ici, merci de compléter l'article en donnant les références utiles à sa vérifiabilité et en les liant à la section « Notes et références ».
Singles de Katy Perry
Small Talk
(2019) Never Worn White
(2020)
Harleys in Hawaii est une chanson de la chanteuse américaine Katy Perry, sortie en single le 16 octobre 2019 et distribuée par Capitol Records. Accompagnée d'un clip, la chanson a ensuite été incluse sur le sixième album studio de l'artiste, Smile, sorti en 2020. La chanson est écrite par Jacob Kasher Hindlin (en), Katy Perry et ses producteurs Charlie Puth et Johan Carlsson.